# Fonollosa
Fonollosa est une commune de la province de Barcelone, en Catalogne, en Espagne, de la comarque de Bages

## Démographie
Évolution de la population 

269 (1717)
334 (1787)
1 262 (1857)
1 140 (1860)
983 (1877)
852 (1887)
818 (1900)
955 (1910)
967 (1920)
1 092 (1930)
1 007 (1936)
1 036 (1940)
1 003 (1945)
979 (1950)
882 (1955)
816 (1960)
699 (1965)
656 (1970)
645 (1975)
628 (1981)
641 (1986)
677 (1991)
1 018 (2001)
1 061 (2002)
1 097 (2003)
1 173 (2004)
1 208 (2005)
1 280 (2006)
1 279 (2007)
1 362 (2008)
1 399 (2009)
1 401 (2010)
1 417 (2011)
1 438 (2012)
1 446 (2013)
1 429 (2014)
1 393 (2015)
1 401 (2016)
1 412 (2017)
1 439 (2018),
1 453 (2019)
1 459 (2020)
1 495 (2021)
1 546 (2022)
1 558 (2023)
1 585 (2024)

## Politique et administration

### Liste des maires successifs
| Portrait                                                                     | Identité                     | Période         | Période     | Durée                     | Étiquette                        | Fonction |
| Portrait                                                                     | Identité                     | Début           | Fin         | Durée                     | Étiquette                        | Fonction |
| ---------------------------------------------------------------------------- | ---------------------------- | --------------- | ----------- | ------------------------- | -------------------------------- | -------- |
| David Bonvehí, 2016.                                                         | David Bonvehí (né en 1979)   | 3 décembre 2004 | 26 mai 2007 | 2 ans, 5 mois et 23 jours | Convergència i Unió              |          |
| Pas de portrait sous licence libre disponible pour Jaume Serarols Beltran.   | Jaume Serarols Beltran (d)   | 2007            | 2011        | 4 ans                     | Convergència i Unió              |          |
| Pas de portrait sous licence libre disponible pour Eloi Hernàndez i Mosella. | Eloi Hernàndez i Mosella (d) | 2015            | En cours    | 10 ans                    | Gauche républicaine de Catalogne |          |